# Селещина (заказник)
Селе́щина — лісовий заказник місцевого значення в Україні. Розташований у межах Куликівської селищної громади Чернігівського району Чернігівської області, на південний схід від села Дроздівка.
Площа 35,6 га. Статус присвоєно згідно з рішенням Чернігівської обласної ради від 11.04.2000 року. Перебуває у віданні ДП «Чернігівське лісове господарство» (Дроздівське л-во, кв. 26, вид. 8, 11; кв. 27, вид. 1, 17; кв. 28, вид. 4; кв. 30, вид. 4; кв. 31, вид. 2).
Статус присвоєно для збереження кількох ділянок лісового масиву з цінними насадженнями дуба.